# 萝卜泡菜
萝卜泡菜（韓語：깍두기）是指韩国料理中的多种泡菜。通常它包含了一般泡菜的所有配料，但用的不是大白菜，而是韩国的白萝卜。萝卜泡菜是韩国人喜欢的而且受欢迎的一种饭馔（配菜）。